# جيريمياه رايت
جيريمياه رايت (بالإنجليزية: Jeremiah Wright)‏ هو عالم عقيدة أمريكي، ولد في 22 سبتمبر 1941 في فيلادلفيا في الولايات المتحدة.

## وصلات خارجية
- جيريمياه رايت على موقع IMDb (الإنجليزية)
- جيريمياه رايت على موقع إن إن دي بي (الإنجليزية)